# Japan Soccer League 1982
La temporada de 1982 fue la decimoctava edición de la Liga de fútbol de Japón, el mayor nivel de campeonato de fútbol japonés. La temporada de pre-vio la introducción de nuevas normas sobre la gestión del club: el requisito de auto financiación y la adopción de una tasa a la liga uniforme para todos los equipos llegó a la Liga de fútbol de Japón un modelo de fútbol más parecido al de Europa occidental, con equipos obligados a recurrir a las estrategias particulares (incluyendo la comercialización) para obtener más ingresos.

## Primera División
El Mitsubishi empató el récord de cuatro campeonatos del Yanmar.
El NKK no pudo ajustarse a la máxima división por esta temporada y volvieron a ser descendidos. El Honda se salvó en la promoción ante el Toshiba.
| Pos | Club               | Pts | W  | D | L | GF | GA | GD  | Notas            |
| 1   | Mitsubishi Motors  | 23  | 10 | 3 | 5 | 27 | 16 | +11 | Campeones        |
| 2   | Yanmar Diesel      | 22  | 9  | 4 | 5 | 25 | 17 | +8  |                  |
| 3   | Furukawa Electric  | 21  | 8  | 5 | 5 | 25 | 19 | +6  |                  |
| 4   | Fujita Engineering | 20  | 8  | 4 | 6 | 26 | 21 | +5  |                  |
| 5   | Yomiuri            | 19  | 8  | 3 | 7 | 23 | 18 | +5  |                  |
| 6   | Hitachi            | 19  | 8  | 3 | 7 | 29 | 27 | +2  |                  |
| 7   | Mazda              | 17  | 4  | 9 | 5 | 16 | 20 | -4  |                  |
| 8   | Nissan             | 14  | 5  | 4 | 9 | 12 | 24 | -10 |                  |
| 9   | Honda              | 14  | 4  | 6 | 8 | 17 | 29 | -12 | Promoción        |
| 10  | Nippon Kokan       | 11  | 1  | 9 | 8 | 12 | 23 | -11 | Segunda División |

### Promoción
| Primera División | Ida | Vuelta | Segunda División |
| ---------------- | --- | ------ | ---------------- |
| Honda            | 2-1 | 3-0    | Toshiba          |

## Segunda División
Yamaha returned to the First Division at the first attempt and also had an amazing cup run, winning the Copa del Emperador.
Saitama Teachers kept its League place by defeating Seino Transportation of Gifu, while Teijin, the top representative of Matsuyama, Ehime at the time, went back to the Shikoku regional league.
| Pos | Club                   | Pts | W  | D | L  | GF | GA | GD  | Notas                          |
| 1   | Yamaha Motors          | 29  | 12 | 5 | 1  | 35 | 11 | +24 | Primera División               |
| 2   | Toshiba                | 26  | 12 | 2 | 4  | 39 | 16 | +23 | Promoción con Primera División |
| 3   | Sumitomo               | 25  | 11 | 3 | 4  | 32 | 18 | +14 |                                |
| 4   | Tanabe Pharmaceuticals | 22  | 10 | 2 | 6  | 27 | 16 | +11 |                                |
| 5   | Nippon Steel           | 19  | 8  | 3 | 7  | 24 | 21 | +3  |                                |
| 6   | Toyota Motors          | 14  | 6  | 2 | 10 | 19 | 26 | -7  |                                |
| 7   | Fujitsu                | 13  | 4  | 5 | 9  | 16 | 26 | -10 |                                |
| 8   | Kofu Club              | 12  | 4  | 4 | 10 | 15 | 23 | -8  |                                |
| 9   | Saitama Teachers       | 11  | 4  | 3 | 11 | 14 | 38 | -24 | Promoción con Serie Regional   |
| 10  | Teijin S.C.            | 9   | 3  | 3 | 12 | 17 | 43 | -26 | Ligas Regionales               |

### Promoción
| Segunda División | Ida | Vuelta | Serie Regional                    |
| ---------------- | --- | ------ | --------------------------------- |
| Saitama Teachers | 0-0 | 3-1    | Seino Transportation (subcampeón) |